# Besessen (LaBute)
Besessen (Originaltitel: Possession) ist ein US-amerikanisch-britischer Spielfilm aus dem Jahr 2002. Der Regisseur war Neil LaBute, das Drehbuch schrieben David Henry Hwang, Laura Jones und Neil LaBute anhand des Romans Besessen von A. S. Byatt. Gwyneth Paltrow und Aaron Eckhart spielen zwei Literaturwissenschaftler, die über das Leben der Dichter Christabel LaMotte und Randolph Ash recherchieren, die eine außereheliche Beziehung miteinander hatten. Dabei entwickelt sich zwischen beiden eine große Nähe.

## Handlung
Die Literaturwissenschaftler Maud Bailey und Roland Michell erforschen das Leben der im 19. Jahrhundert in England lebenden Dichterin Christabel LaMotte. Sie stellen fest, dass diese eine Affäre mit dem verheirateten Dichter Randolph Henry Ash hatte. In Rückblenden wird die Liebesgeschichte von LaMotte und Ash erzählt und parallel dazu die der modernen Figuren.
Im Verlauf ihrer Recherchen kommen sich Bailey und Michell in einem Hotel näher, doch ein Missverständnis verhindert eine gemeinsame Nacht, reduziert das Verhältnis der beiden auf „gute Freunde“. Eine Ursache sind Mauds Beziehungsängste, die sie aber erst später offenbart. Die Forscher erfahren, dass LaMotte ein Jahr bei ihrer Cousine in Frankreich lebte und in dieser Zeit ein von Ash stammendes Kind gebar, Ash gegenüber jedoch andeutete, das Kind getötet zu haben. In Wirklichkeit wuchs es bei einer Adoptivfamilie auf. Dies offenbarte LaMotte in einem Brief, den Bailey und Michell finden. LaMotte schrieb diesen Brief an den todkranken Ash, bat in einem weiteren Brief Ashs Frau, den Brief ihrem Ehemann zu geben, der jedoch schon verstorben war, bevor die Post eintraf.
Maud bedauert, dass Ash nie von der Existenz seines Kindes erfahren konnte. Sie stellt außerdem fest, dass die Adoptivfamilie Bailey hieß und sie selbst zu den Nachkommen von Christabel LaMotte gehört.
In der letzten Rückblende wird gezeigt, dass Ash seine (mittlerweile etwa siebenjährige) Tochter tatsächlich einmal zufällig traf und anhand von Angaben zu ihrer Familie erkannte. Er gab ihr einen Brief und eine Nachricht für „Tante Christabel“ mit. Das Mädchen wurde jedoch auf dem Nachhauseweg abgelenkt und verlor den Brief, ebenso wie sie dem Anschein nach die Nachricht vergaß.

## Veröffentlichungen und Rezeption
Besessen startete am 16. August 2002 in den US-amerikanischen Kinos und spielte dort bei Besucherzahlen von über 1,74 Millionen bis Oktober über zehn Millionen US-Dollar ein. Es folgten Kinostarts in mehreren weiteren Ländern. Während der Film in Großbritannien mit Besucherzahlen von etwa 70.000 kein Erfolg wurde, wurde er beispielsweise in Italien, wo der Film am 4. Oktober 2002 anlief, über 172.000 mal gesehen. Der deutsche Kinostart war der 28. November 2002.
Kritiker nahmen den Film unterschiedlich auf. A. O. Scott bemängelte in The New York Times, der Film sei ein „ehrenhafter und interessanter Reinfall“: „Bei weitem keine Poesie, aber keine schlechte Prosa.“ Roger Ebert schrieb für Chicago Sun-Times eine positive Kritik zum Film. Dieser biete keine ernsthafte Prüfung der Wissenschaft oder der Dichtkunst, aber eine intelligente Romanze. Dass beide Figuren derart attraktiv seien, sei verwirrend.